# 店塔镇
店塔镇，是中华人民共和国陕西省榆林市神木市下辖的一个乡镇级行政单位。

## 行政区划
店塔镇下辖以下地区：
店塔村、燕峁村、连家峁村、前梁村、辛伙盘村、杨伙盘村、木瓜山村、马家梁村、红旗村、下石拉沟村、碾房湾村、板定梁村、杨城村、上石拉沟村、梁家塔村、石瑶店村、乔家沟村、倪家沟村和水头村。